# Poil de jarre
Un poil de jarre, appelé communément jarre, est un poil de couverture relativement long, raide, généralement pigmenté, constituant la partie visible de la fourrure. Les poils de jarre ont une densité plus faible que les poils de bourre ou duvet, qui forme la sous-couche de la fourrure. Ils peuvent être de couleur unie ou comporter des bandes de divers tons.

## Annexe